# Оборона Дамаска
Оборона Дамаска (фр. Défense de Damas) — оборона французскими колониальными войсками Дамаска, столицы подмандатной территории Сирии, в 1925-26 гг. во время национально-освободительного восстания.
Сирийское восстание против французского мандата началось летом 1925 года в Джебель-эль-Друзе. Друзы подняли восстание, которое возглавил молодой националистический лидер Султан аль-Атраш. Осенью 1925 года партизанская война распространилась на зону Дамаска. В городе, заполненном французскими войсками, происходили демонстрации, забастовки, столкновения с войсками. Верховный комиссар Морис Саррайль пытался предупредить восстание в столице. Начались облавы, аресты. На перекрестках улиц появились пулеметы и пушки. Партия народа (Хизб аш-Шааб) была запрещена, часть ее лидеров арестована.

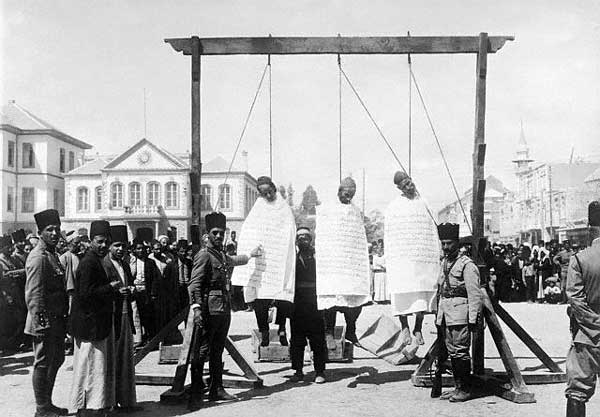
Казнь сирийских повстанцев

Несмотря на эти меры, нападения на французские патрули развернулись в окружающем столицу оазисе Гута. Карательная экспедиция, «прочесывавшая» оазис и сжёгшая несколько деревень, захватила с собой на обратном пути около сотни пленных и 24 трупа партизан. Взвалив их на верблюдов, французы пустили этот «караван смерти» по улицам города, а затем выставили трупы партизан на площади Эль-Мердже в центре столицы. Этот поступок послужил толчком к восстанию в Дамаске. Началась всеобщая забастовка. На помощь жителям города пришли партизанские отряды из оазиса Гута. Утром 18 октября они вступили в Дамаск и напали на дворец Азем, резиденцию французской администрации в Сирии. К вечеру после уличных боев почти весь город перешел в руки повстанцев. Французские военнослужащие и чиновники были вынуждены укрыться в Цитадели Дамаска вместе со своими семьями.

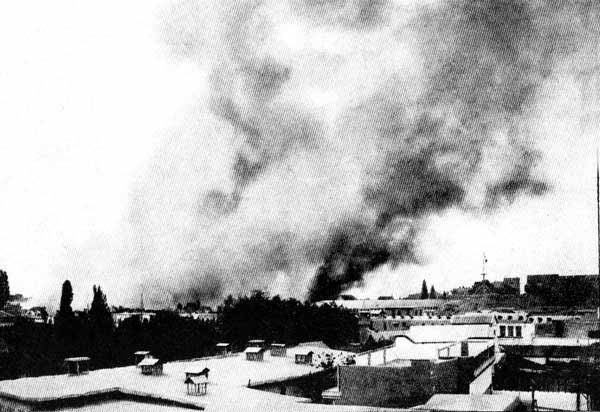
Горящий Дамаск. Октябрь 1925 г.

Генерал Гамелен решает использовать артиллерию, чтобы подавить сопротивление. Город обстреливали три дня. К 20 октября в результате пожара выгорела площадь в 45 000 квадратных метров. Погибло от 500 до 1200 человек, были разрушены памятники старины и искусства. Партизанские отряды вынуждены были отступить. Саррайль согласился дать приказ о прекращении бомбардировки лишь при условии немедленной выплаты контрибуции в размере 10 млн. франков и выдачи 3 тысяч винтовок.
Несмотря на отступление повстанцев из Дамаска, боевые действия в Гуте продолжались: 17 ноября — при Аль-Зоре, 19 ноября — при Ялде и Баббиле.
22 ноября 1925 года было введено осадное положение. Полковник Эдуар Андреа подготовил план защиты Дамаска, целью которого было изолировать столицу от повстанцев. В течение декабря 1925 — начала февраля 1926 года город был окружен 12-километровым забором из колючей проволоки. Пулеметные позиции на подступах и посты охраны контролировали въезд и выезд.
17 декабря произошёл бой при Хамуре и 14 и 15 марта 1926 года — при Аль-Набеке.
В июле французское командование направило в район Гуты большую карательную экспедицию. Партизаны разгромили французские войска под Кисвой (в 12 км к югу от Дамаска) и 24 августа проникли в Дамаск. Французское командование снова подвергло сирийскую столицу артиллерийскому обстрелу. В мае 1927 года французы окончательно захватили Гуту.